# Memecilàcies
Memecylaceae, sinònim:Mouririaceae és una família de plantes amb flors. Conté unes 450 espècies, que són arbres o arbusts, les quals estan repartides en set gèneres. Són plantes natives de les regions tropicals.

## Gèneres
- Memecylon
- Mouriri
- Pternandra
- Spathandra
- Votomita
- Warneckea